# Nils Gude

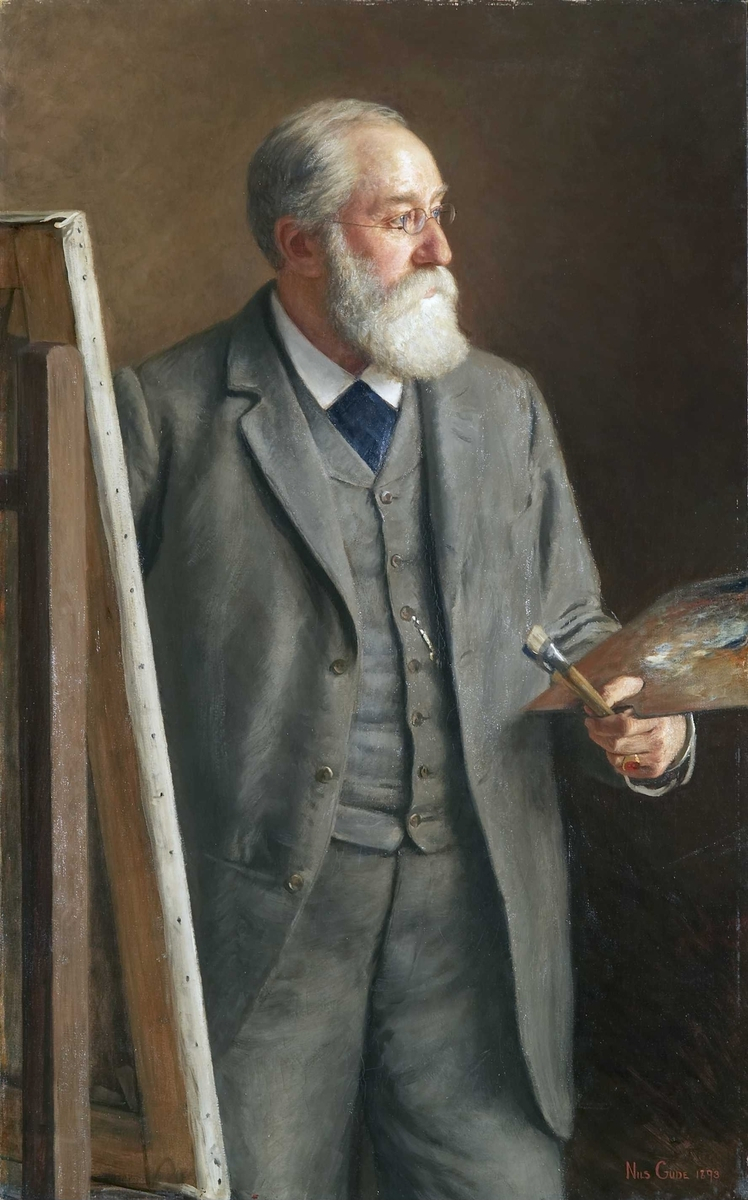
Nils Gudes porträtt av fadern Hans Gude från 1889, på norska nationalgalleriet.

Nils Gude, född den 4 april 1859 i Düsseldorf, död den 24 december 1908 i Kristiania, var en norsk målare. Han var son till Hans Gude och bror till Ove Gude. 
Gude studerade efter faderns förberedande undervisning på konstakademien i Karlsruhe från 1877 för Eduard Hildebrandt och Karl Gussow och därefter i Berlin 1881–1882 för Hildebrandt. Han bosatte sig senare i Kristiania. Gude målade så gott som enbart porträtt, av bland andra sin far och av Henrik Ibsen 1889.